# آفتاب‌پرست نانو
آفتاب‌پرست نانو (انگلیسی: Brookesia nana) که گاهی تحت عنوان آفتاب‌پرست نانا هم نامیده می‌شود، گونه‌ای از آفتاب‌پرست و بومی جنگل‌های کوهستانی و بارانی شمال ماداگاسکار است. این خزنده کوچک در سال ۲۰۲۱ توصیف شد و تحقیقات رسمی و جداگانه نشان می‌دهد که در واقع، می‌تواند کوچک‌ترین خزنده جهان باشد. آفتاب‌پرست نانو برخلاف اغلب آفتاب‌پرست‌ها توانایی تغییر رنگ ندارد. این خزنده‌ی کوچک در سال ۲۰۱۲ توسط فرانک گلا، خزنده‌شناس آلمانی کشف شد. مکان کشف این گونه، منطقه‌ی جنگل‌های بارانی سوراتا در شمال ماداگاسکار است. آفتاب‌پرست نانو، درخت‌پیما نیست و علاقه‌ای به زندگی بر روی درخت‌ها ندارد؛ زیرا آنطور که مشخص شده‌است تمایل دارد در کف جنگل ساکن شود و احتمال بسیار زیادی وجود دارد مبنی بر اینکه این گونه به دلیل جنگل‌زدایی در ماداگاسکار در معرض خطر انقراض قرار گرفته باشد.
این خزنده کوچک، قهوه‌ای و در طول بدن دارای لکه‌های مشخص و بارز است. طول کل اندام نرهای بالغ ۲۲ میلی‌متر (۰٫۸۷ اینچ) است (با احتساب اندازهٔ دم). این در حالی است که ماده‌ها اندکی بزرگ‌تر و در حدود ۲۹ میلی‌متر (۱٫۱ اینچ) می‌باشند. همانند سایر گونه‌های بروکسیا که آفتاب‌پرست نانا نیز از همان خانواده است، به‌طور کلی ماده‌ها بزرگ‌تر از نرها هستند. دلایل این تفاوت اندازه در حال حاضر و تا به امروز ناشناخته است، چرا که بسیاری از خزندگان، همانند مهره‌داران همزمان با رسیدن به بلوغ دچار افزایش رشد عمده نیز می‌شوند.